# 盧提夫·阿菲夫
盧提夫·阿菲夫（阿拉伯語：لطيف عفيف，1937年或1945年—1972年9月6日），代號伊薩（Issa），是一名巴勒斯坦激進份子。他指揮由八人組成的攻擊小組，於1972年9月5日入侵慕尼黑奧運村並發動慕尼黑慘案。在這次事件中，以色列奧運代表隊的九名成員被挾持為人質，而另外兩名反抗的成員則被射殺。阿菲夫是代表巴勒斯坦人的首席談判員，他們是亞西爾·阿拉法特的巴勒斯坦解放組織黑色九月分支的成員。阿菲夫和他的四名同胞後來在慕尼黑郊外的菲斯滕費爾德布魯克空軍基地被德國狙擊手射殺。

## 早年生活
阿菲夫出生於拿撒勒。阿菲夫的傳記中聲稱他的母親是猶太人，而他的父親是一位富有的基督徒阿拉伯商人。然而，他的家人和以色列內政部的記錄都對他母親的說法提出異議。根據記錄，他的母親阿麗法（Arifa）於1920年出生，父親是哈桑（Hassan），母親是阿米娜（Amina）。阿菲夫有三個兄弟，他們都參加了黑色九月；兩個被關在以色列監獄。1958年，他到西德學習工程，學會了西德的語言，然後到法國工作。
根據賽門·李維的說法，阿菲夫很享受在歐洲渡過的時光，但在1966年加入法塔赫，可能是在德國居住期間。他後來回到中東，與以色列士兵打了好幾場仗。
黑色九月頭目阿布·伊亞德寫道，阿菲夫和他的副手東尼都曾於1970年9月在安曼和1971年7月在傑拉什和阿傑隆戰役中參戰。1970年代初，阿菲夫住在柏林，並與一名德國女子訂婚。

## 慕尼黑慘案
根據包括塞爾吉·格魯薩德和賽門·李維在內的多個消息來源，阿菲夫聲稱他挾持以色列人為人質的個人原因是為了讓他的兩個兄弟離開以色列的監獄。慕尼黑警察局長、德國談判人之一曼弗雷德·施萊伯（Manfred Schreiber）對他的描述是「非常冷靜、堅決，顯然對自己的信念非常狂熱」；他以強硬的方式表達自己的要求，有時「聽起來就像那些沒有完全立足於現實的人」。人質危機中的多張照片顯示，阿菲夫頭戴白色沙灘帽，身穿亞麻布狩獵服，臉上塗滿木炭或鞋油。
對於當時的奧運村村長瓦爾特·特羅格（Walther Tröger）來說，阿菲夫給人的印象是「聰明且通情達理的人」，不像他的同伴，在奧運官員眼中，他們是「絞刑鳥」（Galgenvögel）。特羅格說，因為阿菲夫的所作所為，他顯然不喜歡阿菲夫，但如果他在其他地方遇到阿菲夫，他可能會喜歡他。
阿菲夫大部分時間都待在康諾利街31號前，與德國代表團或年輕警官安娜莉絲·格雷斯（Anneliese Graes）聊天。據格雷斯所說，阿菲夫說得一口流利的德語，帶有法國口音。她形容他 「總是彬彬有禮，態度端正」。當他被要求不要在她面前揮舞手榴彈時，他只是笑著回答說：「你不用怕我。」
經過緊張的談判後，人質危機在21小時後結束，挾持人質者在慕尼黑郊外的菲斯滕費爾德布魯克空軍基地遭到錯誤的伏擊。阿菲夫和他的四名同胞被德國狙擊手殺害，但在此之前，他們用機槍射殺了剩下的九名人質，並用手榴彈炸毀了一架載有其中四名人質的直升機。在大多數關於此事件的報導（以及電影《慕尼黑》和《21 Hours at Munich》中的描述）中，阿菲夫是向東面直升機投擲手榴彈的游擊隊員。驗屍報告顯示，這架直升機上的人質也遭到了槍擊；因此可以推斷，這兩次行動都是阿菲夫所為。賽門·李維確認為另一名恐怖份子阿德南·加希在幾秒鐘後用機槍射殺了西側直升機上的剩餘人質。
阿菲夫和他的四位同胞的遺體被移交給利比亞，從的黎波里烈士廣場出發的遊行之後，他們被埋葬在西迪·穆奈代斯公墓。

## 大眾文化
在塞爾吉·格魯薩德的《The Blood of Israel》一書中，阿菲夫被誤認為穆罕默德·薩法迪，他是菲斯滕費爾德布魯克槍戰中真正倖存的恐怖分子之一。在亞倫·克萊因的《Striking Back》一書中，阿菲夫還有另一個身份；他認為恐怖份子的領導人是穆罕默德·馬沙爾哈（Mohammed Massalha），而這位領導人竟然是阿菲夫的親生父親。
阿菲夫由義大利演員佛朗哥·尼羅在1976年電視電影《21 Hours at Munich》中飾演，並由法國演員卡里姆·薩利赫（Karim Saleh）在史蒂芬·史匹柏的2005年電影《慕尼黑》中飾演。

## 延伸閱讀
- Groussard, S. (New York, 1975), The Blood of Israel: The Massacre of the Israeli Athletes, the Olympics, 1972 ISBN 0-688-02910-8
- Klein, A. J. (New York, 2005), Striking Back: The 1972 Munich Olympics Massacre and Israel's Deadly Response, Random House ISBN 1-920769-80-3
- Mury, Gilbert. (Wiesbaden, 2002), Schwarzer September: Analysen, Aktionen und Dokumente, Harrassowitz, ISBN 3-8031-1048-3